# Sampo Group
Sampo Group (NASDAQ OMX: SAMAS) er en finsk forsikringskoncern. Sampo Group er moderselskab for Sampo plc, If P&C Insurance Holding Ltd og Mandatum Life Insurance Company, som er fuldt ejede datterselskaber. Det Helsinki baserede moderselskab havde i 2012 en omsætning på 1,404 mia. Euro og 6.767 ansatte.
Sampo Group drev bankforretninger under navnet Sampo Bank fra 2000 - 2006. I november 2006, blev bankforretningen lukket og frasolgt til Danske Bank, således var der efterfølgende forsikringsaktiviteterne tilbage i koncernen. Profitten fra frasalget blev investeret i opkøb af Nordeaaktier og Sampo Group ejer i dag omkring 21,2 % af Nordea.
Sampo plc's A-aktier har været børsnoteret på NASDAQ OMX Helsinki siden januar 1988. 

## If
If P&C Insurance er ansvarlig for Sampo Group's ejendoms og ulykkesforsikringsoperationer. If P&C Insurance er det ledende ejendoms- og ulykkeforsikringselskab i Norden, med omkring 3,6 mio. kunder i Norden og Baltikum. Selskabet tilbyder forsikringsløsninger og services i Finland, Sverige, Norge, Danmark, Estland, Letland, Litauen og Rusland.

## Mandatum Life
Sampo plc ejer Mandatum Life Insurance Company Limited. Mandatum Life Group ejer Mandatum Life Insurance Baltic SE, som opererer i de baltiske lande og med hovedkvarter i Estland. I Letland og Litauen opererer virksomheden gennem afdelingskontorer. Mandatum Life's markedsandel på det finske og baltiske marked er på omkring 20 %.

## Nordea
Nordea er en nordisk baseret finansiel servicekoncern med forretninger i Nordeuropa. I oktober 2009 fik Sampo plc tilladelse af de svenske myndigheder til at overtage mere end 20 % af Nordea. I 2022 solgte Sampo samtlige aktier i Nordea. 

## Navn
I finsk mytologi refererer navnet Sampo til en mytisk maskine, som skaber salt, mad og guld ud af ingenting.